# Nabas (Pirenei Atlantici)
Nabas è un comune francese di 121 abitanti situato nel dipartimento dei Pirenei Atlantici nella regione della Nuova Aquitania.

## Società

### Evoluzione demografica
Abitanti censiti